# Lekkoatletyka na Letnich Igrzyskach Olimpijskich 2016 – bieg na 400 m kobiet
Bieg na 400 metrów kobiet – jedna z konkurencji lekkoatletycznych rozgrywanych podczas igrzysk olimpijskich w Rio de Janeiro. 
Obrończynią tytułu mistrzowskiego z 2012 roku była Amerykanka Sanya Richards-Ross, która jednak zakończyła karierę z powodu kontuzji tuż przed igrzyskami olimpijskimi w Rio de Janeiro. 
W zawodach wzięło udział 57 zawodniczek z 36 państw. 

## Terminarz
Wszystkie godziny podane są w czasie brazylijskim (UTC-03:00) oraz polskim (CEST).
| Data             | Godzina rozpoczęcia | Godzina rozpoczęcia |            |
| Data             | UTC-03:00           | CEST                |            |
| ---------------- | ------------------- | ------------------- | ---------- |
| 13 sierpnia 2016 | 11:00               | 16:00               | Eliminacje |
| 14 sierpnia 2016 | 20:35               | 01:35               | Półfinały  |
| 15 sierpnia 2016 | 22:45               | 03:45               | Finał      |

## Rekordy
Tabela uwzględnia rekordy uzyskane przed rozpoczęciem biegu.
|                   | Zawodnik         | Wynik | Miejsce  | Data                     |
| ----------------- | ---------------- | ----- | -------- | ------------------------ |
| Rekord świata     | Marita Koch      | 47,60 | Canberra | 6 października 1985(dts) |
| Rekord olimpijski | Marie-José Pérec | 48,25 | Atlanta  | 29 lipca 1996(dts)       |

## Wyniki

### Eliminacje
Po dwie najlepsze zawodniczki z każdego biegu (Q) oraz 8 pozostałych z najlepszymi czasami (q) zakwalifikowały się do półfinałów. 
Bieg 1
| Pozycja | Zawodniczka             | Reprezentacja | Wynik | Uwagi |
| ------- | ----------------------- | ------------- | ----- | ----- |
| 1       | Stephenie Ann McPherson | Jamajka       | 51,36 | Q     |
| 2       | Patience Okon George    | Nigeria       | 51,83 | Q     |
| 3       | Anneliese Rubie         | Australia     | 51,92 | q,    |
| 4       | Julija Oliszewśka       | Ukraina       | 52,45 |       |
| 5       | Djénébou Danté          | Mali          | 52,85 |       |
| 6       | Nirmala Sheoran         | Indie         | 53,03 |       |
| 7       | Gunta Latiševa-Čudare   | Łotwa         | 53,08 | SB    |

Bieg 2
| Pozycja | Zawodniczka        | Reprezentacja     | Wynik | Uwagi |
| ------- | ------------------ | ----------------- | ----- | ----- |
| 1       | Allyson Felix      | Stany Zjednoczone | 51,24 | Q     |
| 2       | Olha Zemlak        | Ukraina           | 51,40 | Q     |
| 3       | Tamara Salaški     | Serbia            | 52,70 |       |
| 4       | Tsholofelo Thipe   | Południowa Afryka | 52,80 |       |
| 5       | Iveta Putalová     | Słowacja          | 52,82 | SB    |
| 6       | Aauri Bokesa       | Hiszpania         | 53,51 |       |
| 7       | Seren Bundy-Davies | Wielka Brytania   | 53,63 |       |

Bieg 3
| Pozycja | Zawodniczka            | Reprezentacja     | Wynik | Uwagi |
| ------- | ---------------------- | ----------------- | ----- | ----- |
| 1       | Phyllis Francis        | Stany Zjednoczone | 50,58 | Q     |
| 2       | Kemi Adekoya           | Bahrajn           | 50,72 | Q     |
| 3       | Margaret Bamgbose      | Nigeria           | 51,43 | q     |
| 4       | Patrycja Wyciszkiewicz | Polska            | 52,02 | q,    |
| 5       | Alicia Brown           | Kanada            | 52,27 |       |
| 6       | Jailma de Lima         | Brazylia          | 52,65 |       |
| 7       | Justine Palframan      | Południowa Afryka | 53,96 |       |

Bieg 4
| Pozycja | Zawodniczka              | Reprezentacja     | Wynik | Uwagi |
| ------- | ------------------------ | ----------------- | ----- | ----- |
| 1       | Natasha Hastings         | Stany Zjednoczone | 51,31 | Q     |
| 2       | Christine Ohuruogu       | Wielka Brytania   | 51,40 | Q     |
| 3       | Maria Benedicta Chigbolu | Włochy            | 52,06 |       |
| 4       | Lydia Jele               | Botswana          | 52,24 |       |
| 5       | Olha Bibik               | Ukraina           | 52,33 |       |
| 6       | Kendra Clarke            | Kanada            | 53,61 |       |
| 7       | Vijona Kryeziu           | Kosowo            | 54,30 | NR    |

Bieg 5
| Pozycja | Zawodniczka      | Reprezentacja             | Wynik | Uwagi |
| ------- | ---------------- | ------------------------- | ----- | ----- |
| 1       | Shaunae Miller   | Bahamy                    | 51,16 | Q     |
| 2       | Morgan Mitchell  | Australia                 | 51,30 | Q     |
| 3       | Ruth Spelmeyer   | Niemcy                    | 51,43 | q,    |
| 4       | Emily Diamond    | Wielka Brytania           | 51,76 | q     |
| 5       | Kanika Beckles   | Grenada                   | 52,41 | SB    |
| 6       | Bianca Răzor     | Rumunia                   | 52,42 | SB    |
| 7       | Kineke Alexander | Saint Vincent i Grenadyny | 52,45 |       |

Bieg 6
| Pozycja | Zawodniczka      | Reprezentacja | Wynik   | Uwagi |
| ------- | ---------------- | ------------- | ------- | ----- |
| 1       | Salwa Eid Naser  | Bahrajn       | 51,06   | Q,    |
| 2       | Libania Grenot   | Włochy        | 51,17   | Q     |
| 3       | Floria Gueï      | Francja       | 51,29   | q     |
| 4       | Cátia Azevedo    | Portugalia    | 52,38   |       |
| 5       | Mariam Kromah    | Liberia       | 52,79   |       |
| 6       | Nguyễn Thị Huyền | Wietnam       | 52,97   |       |
| 7       | Irini Vasiliou   | Grecja        | 54,37   |       |
| 8       | Maryan Nuh Muse  | Somalia       | 1:10,14 |       |

Bieg 7
| Pozycja | Zawodniczka            | Reprezentacja | Wynik   | Uwagi |
| ------- | ---------------------- | ------------- | ------- | ----- |
| 1       | Shericka Jackson       | Jamajka       | 51,73   | Q     |
| 2       | Kabange Mupopo         | Zambia        | 51,76   | Q     |
| 3       | Justyna Święty         | Polska        | 51,82   | q     |
| 4       | Christine Botlogetswe  | Botswana      | 52,37   |       |
| 5       | Omolara Omotoso        | Nigeria       | 53,22   |       |
| 6       | Elina Michina          | Kazachstan    | 53,83   |       |
| 7       | Dalal Mesfar Al-Harith | Katar         | 1:07,12 |       |

Bieg 8
| Pozycja | Zawodniczka              | Reprezentacja | Wynik | Uwagi |
| ------- | ------------------------ | ------------- | ----- | ----- |
| 1       | Christine Day            | Jamajka       | 51,54 | Q     |
| 2       | Carline Muir             | Kanada        | 51,57 | Q     |
| 3       | Małgorzata Hołub         | Polska        | 51,80 | q     |
| 4       | Geisa Coutinho           | Brazylia      | 52,05 |       |
| 5       | Aliyah Abrams            | Gujana        | 52,79 |       |
| 6       | Mariama Mamoudou Ittatou | Niger         | 54,32 |       |
| 7       | Anastasija Kudinowa      | Kazachstan    | 56,03 |       |

### Półfinały
Po dwie najlepsze zawodniczki z każdego półfinału (Q) oraz 2 pozostałe z najlepszymi czasami (q) zakwalifikowały się do finału. 
Półfinał 1
| Pozycja | Tor | Zawodniczka             | Reprezentacja     | Wynik | Uwagi |
| ------- | --- | ----------------------- | ----------------- | ----- | ----- |
| 1       | 6   | Phyllis Francis         | Stany Zjednoczone | 50,31 | Q     |
| 2       | 5   | Stephenie Ann McPherson | Jamajka           | 50,69 | Q     |
| 3       | 4   | Olha Zemlak             | Ukraina           | 50,75 | q,    |
| 4       | 3   | Kemi Adekoya            | Bahrajn           | 50,88 |       |
| 5       | 7   | Christine Ohuruogu      | Wielka Brytania   | 51,22 |       |
| 6       | 2   | Ruth Spelmeyer          | Niemcy            | 51,61 |       |
| 7       | 8   | Margaret Bamgbose       | Nigeria           | 51,92 |       |
| 8       | 1   | Patrycja Wyciszkiewicz  | Polska            | 52,51 |       |

Półfinał 2
| Pozycja | Tor | Zawodniczka      | Reprezentacja     | Wynik | Uwagi |
| ------- | --- | ---------------- | ----------------- | ----- | ----- |
| 1       | 6   | Shericka Jackson | Jamajka           | 49,83 | Q,    |
| 2       | 5   | Natasha Hastings | Stany Zjednoczone | 49,90 | Q,    |
| 3       | 3   | Salwa Eid Naser  | Bahrajn           | 50,88 | PB    |
| 4       | 8   | Floria Gueï      | Francja           | 51,08 |       |
| 5       | 7   | Carline Muir     | Kanada            | 51,11 |       |
| 6       | 1   | Emily Diamond    | Wielka Brytania   | 51,49 |       |
| 7       | 2   | Małgorzata Hołub | Polska            | 51,93 |       |
| 8       | 4   | Morgan Mitchell  | Australia         | 52,68 |       |

Półfinał 3
| Pozycja | Tor | Zawodniczka          | Reprezentacja     | Wynik | Uwagi |
| ------- | --- | -------------------- | ----------------- | ----- | ----- |
| 1       | 3   | Allyson Felix        | Stany Zjednoczone | 49,67 | Q,    |
| 2       | 4   | Shaunae Miller       | Bahamy            | 49,91 | Q     |
| 3       | 6   | Libania Grenot       | Włochy            | 50,60 | q     |
| 4       | 5   | Christine Day        | Jamajka           | 51,53 |       |
| 5       | 1   | Justyna Święty       | Polska            | 51,62 |       |
| 6       | 2   | Anneliese Rubie      | Australia         | 51,96 |       |
| 7       | 8   | Kabange Mupopo       | Zambia            | 52,04 |       |
| 8       | 7   | Patience Okon George | Nigeria           | 52,52 |       |

### Finał
| Pozycja | Tor | Zawodniczka             | Reprezentacja     | Wynik | Uwagi |
| ------- | --- | ----------------------- | ----------------- | ----- | ----- |
| 1. !    | 7   | Shaunae Miller          | Bahamy            | 49,44 | PB    |
| 2. !    | 4   | Allyson Felix           | Stany Zjednoczone | 49,51 | SB    |
| 3. !    | 5   | Shericka Jackson        | Jamajka           | 49,85 |       |
| 4       | 6   | Natasha Hastings        | Stany Zjednoczone | 50,34 |       |
| 5       | 3   | Phyllis Francis         | Stany Zjednoczone | 50,41 |       |
| 6       | 8   | Stephenie Ann McPherson | Jamajka           | 50,97 |       |
| 7       | 1   | Olha Zemlak             | Ukraina           | 51,24 |       |
| 8       | 2   | Libania Grenot          | Włochy            | 51,25 |       |

Źródło: Rio 2016